# Lybius macclounii
El barbudo de frentirrojo oriental (Lybius minor) es una especie de ave de la familia de los barbudos africanos (Lybiidae). Se encuentra en Angola, Burundi, República Democrática del Congo, Malaui, Tanzania, y Zambia.